# Rue de Mulhouse (Nancy)
Pour les articles homonymes, voir Rue de Mulhouse.
La rue de Mulhouse est une voie de la commune de Nancy, dans le département de Meurthe-et-Moselle, en région Lorraine.

## Situation et accès
Voie d'une direction générale nord-sud, la rue de Mulhouse relie la rue de la République à la rue Gabriel-Mouilleron. La voie croise la rue de Mon-Désert.

## Origine du nom
C'est le propriétaire des terrains, M. Lemoine, qui a donné à cette rue le nom de la ville alsacienne de Mulhouse.

## Historique
Cette rue nouvelle du quartier de Mon-Désert a été construite en 1894 et 1902 en deux tronçons, absolument désastreux, et classée le 19 juin 1899, entre les rues de l'Etang et de Mon-Désert. La seconde partie, appelée quelque temps « rue Dupont des Loges », a été dénommée « rue de Mulhouse prolongée », de la rue de Mon-Désert à la rue de la République. L'ensemble de la rue a été pris dans les propriétés de M. Lemoine.